# Четвърта оперативна зона на НОВ и ПОМ
Четвърта оперативна зона на НОВ и ПОМ е създадена с наредба на Главния щаб на народоосвободителната армия и партизанските отряди на Македония от 1943 година.
Районът на обхват на зоната е Източна Македония.

## Командване
- Вангел Чукалевски – командир[1]
- Тодор Арсов – политически комисар на щаба